# Ritratto di giovane (Lotto Uffizi)
Il Ritratto di giovane è un dipinto a olio su tavola (29x23 cm) di Lorenzo Lotto, databile al 1506 circa e conservato negli Uffizi a Firenze.

## Storia e descrizione
L'opera faceva parte delle raccolte del cardinale Leopoldo de' Medici, che l'aveva acquistata dalla collezione Cornaro. In tribuna dal 1675 al 1769, fu citata nell'inventario del 1675 come ritratto di Raffaello di mano di Leonardo da Vinci, un'ipotesi mantenuta fino all'inventario della Galleria del 1784. In quello del 1825 è ricordato come opera di anonimo e solo nel 1910 venne avvicinato al Lotto, da Gluck. Negli anni sessanta venne restaurata e in quell'occasione delle radiografie mostrarono un disegno sottostante di una testa di tre quarti, volta a sinistra, "alla Giorgione", in tutta probabilità di una mano diversa.
Volpe riferì l'opera agli anni romani del giovane Lotto, mentre Bonnet ne rifiutò l'attribuzione. Alcuni iporizzano che sia da legare al soggiorno trevigiano (1503-1506), quindi alla fase giovanile dell'artista.
Con un taglio molto stretto, la testa del giovinetto è ritratta frontalmente, su sfondo verde. Indossa una giacca nera e un cappello dello stesso colore, mentre la camicia è bianca. I capelli sono lunghi e scriminati al centro, gli occhi e il naso grandi, la bocca carnosa, il mento appuntito con fossetta.
L'attribuzione al Lotto si basa sull'espressione di vivida sfrontatezza, ancorché misurata, sottolineata dal contatto visivo diretto.
Il 12 gennaio 1965 il ritratto di Lorenzo Lotto fu gravemente danneggiato nell'ambito di un atto vandalico che coinvolse altri ventidue dipinti conservati in Galleria compiuto da una mano rimasta ignota.